# Eurovision Song Contest 1998
Der 43. Eurovision Song Contest fand am 9. Mai 1998 in der National Indoor Arena in Birmingham statt. Moderiert wurde die Veranstaltung mit 25 teilnehmenden Ländern von Terry Wogan und Ulrika Jonsson. Sieger der Show wurde Dana International aus Israel mit dem Song Diva. 

## Besonderheiten

Teilnehmende Länder
Länder, die bereits an einem früheren ESC teilgenommen hatten, aber nicht im Jahr 1998

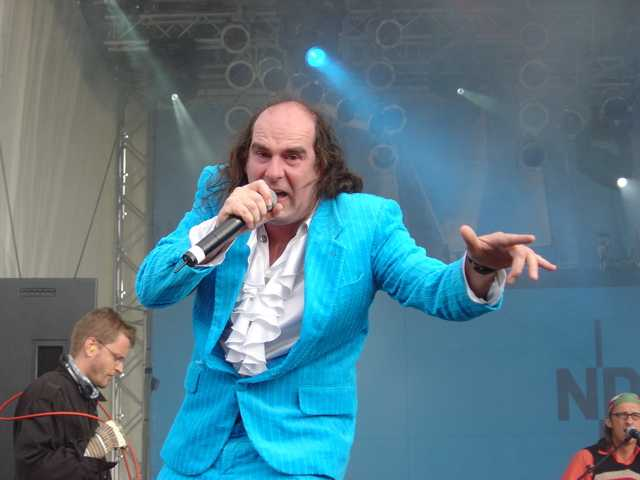
Der deutsche Teilnehmer Guildo Horn

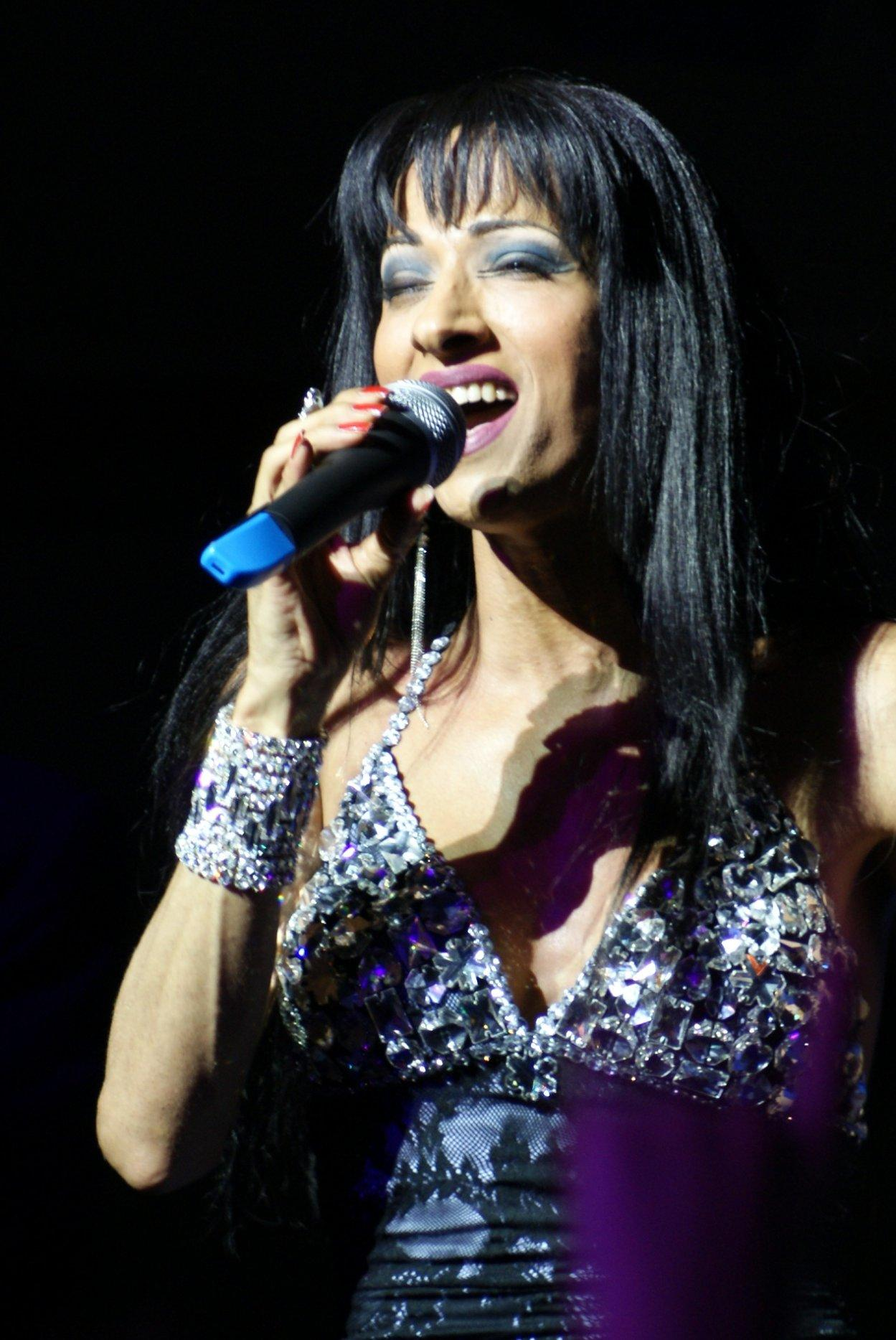
Interpretin des Siegertitels, Dana International

Zwei Teilnehmer sorgten im Vorfeld für ein großes Medienecho: zum einen der deutsche Beitrag von Guildo Horn, der mit seinem Schlager Guildo hat Euch lieb! und seiner – für damalige Eurovisionsverhältnisse – exaltierten Bühnenshow der Welt demonstrieren wollte, dass auch Deutsche Humor haben und über sich selbst lachen können.
Nach seinem Sieg bei der Vorentscheidung wurde in der Presse intensiv darüber diskutiert, ob Guildo Horn ein geeigneter Repräsentant Deutschlands sei oder eher das nationale Ansehen im Ausland beflecken würde. Die Rechnung Horns ging letztendlich auf: Sein von Stefan Raab unter dem Pseudonym „Alf Igel“ (in Anspielung auf den Komponisten Ralph Siegel) geschriebenes Lied endete auf dem 7. Platz, darüber hinaus erhielt der Grand Prix in Deutschland einen enormen Popularitätsschub. 
Der eigentliche Star des Abends und die am kontroversesten diskutierte Teilnehmerin der Grand-Prix-Geschichte war allerdings die transgeschlechtliche Sängerin Israels, Dana International. Anlässlich des 50. Jahrestages der Gründung des Staates Israels hatte das Staatsfernsehen IBA sie eigens als Repräsentantin des Landes ausgewählt, um sich als modernes und offenes Land zu präsentieren, sehr zum Ärger der ultraorthodoxen Kräfte. Die Botschaft kam an: am Ende der Punktevergabe lag die Sängerin mit ihrem Lied Diva an der Spitze der Wertungstabelle.
In diesem Jahr wurde zum zweiten Mal der von einer Fanseite initiierte Barbara-Dex-Award vergeben. Mit diesem nicht ganz ernstzunehmenden Preis soll das „schlechteste“ Outfit des Wettbewerbes ausgezeichnet werden. Der diesjährige Gewinner war Guildo Horn aus Deutschland.
Auch die Schweizer Vertreterin Gunvor kam in die Schlagzeilen, nachdem Nacktfotos von ihr aufgetaucht waren. Am Ende erhielt sie für ihr Lied Lass ihn null Punkte, daraufhin musste die Schweiz für den nächsten Wettbewerb pausieren.
Der Eurovision Song Contest 1998 war der letzte, in dem die teilnehmenden Länder in einer ihrer offiziellen Landessprachen singen mussten; im Jahr darauf wurde die „Free-Language-Rule“ eingeführt, nach der in jeder beliebigen Sprache gesungen werden kann – neben der Einführung des Televotings und der Abschaffung des Orchesters war dies eine der Maßnahmen zur Verjüngung der Veranstaltung in den späten 1990er-Jahren.

## Teilnehmer
Mazedonien war das erste Mal im Finale, nachdem eine Teilnahme im Jahr 1996 noch bei der internen Qualifikationsrunde der EBU gescheitert war. Belgien, Finnland und die Slowakei waren nach ihrer letztjährigen Zwangspause wieder dabei; Österreich, Bosnien-Herzegowina, Dänemark, Russland und Island durften wegen ihrer schlechten Durchschnittsplatzierung der letzten 5 Jahre nicht teilnehmen. Der italienische Sender RAI hatte sich entschlossen, dem Eurovision Song Contest künftig fernzubleiben. Nur aufgrund des freiwilligen Rückzugs der Italiener durfte Deutschland 1998 überhaupt teilnehmen. Insgesamt waren 25 Länder am Start.

### Wiederkehrende Interpreten
| Land     | Interpret                             | Vorherige(s) Teilnahmejahr(e)          |
| -------- | ------------------------------------- | -------------------------------------- |
| Irland   | Paul Harrington (Begleitung)          | 1994 (zusammen mit Charlie McGettigan) |
| Kroatien | Danijela                              | 1995 (als Mitglied von Magazin)        |
| Portugal | José Cid (als Mitglied von Alma Lusa) | 1980                                   |
| Schweiz  | Egon Egemann (Begleitung)             | 1990                                   |
| Spanien  | José María Guzmán (Begleitung)        | 1986 (als Mitglied von Cadillac)       |
| Spanien  | José María Guzmán (Begleitung)        | Begleitung: 1980 und 1995              |

### Dirigenten
Wie im vorherigen Jahr war es erlaubt, Halbplayback beim Auftritt zu nutzen. Diesmal taten das sieben Länder – die meisten Lieder wurden mit Live-Musik begleitet bzw. kam Live-Musik zum Einsatz – folgende Dirigenten leiteten das Orchester bei dem jeweiligen Land:
- Kroatien – Stipica Kalogjera
- Griechenland – Halbplayback
- Frankreich – Halbplayback (Proben), Martin Koch (TV-Show) a
- Spanien – Alberto Estébanez
- Schweiz – Halbplayback
- Slowakei – Vladimír Valovič
- Polen – Wiesław Pieregorólka
- Israel – Halbplayback
- Deutschland – Halbplayback (Stefan Raab) b
- Malta – Halbplayback
- Ungarn – Miklós Malek
- Slowenien – Halbplayback (Mojmir Sepe) c
- Irland – Noel Kelehan
- Portugal – Mike Sergeant
- Rumänien – Adrian Romcescu
- Vereinigtes Königreich – James McMillan
- Zypern – Kostas Kakogiannis
- Niederlande – Dick Bakker
- Schweden – Anders Berglund
- Belgien – Halbplayback
- Finnland – Olli Ahvenlahti
- Norwegen – Geir Langslet
- Estland – Heiki Vahar
- Türkei – Ümit Eroğlu
- Mazedonien – Aleksandar Džambazov

## Abstimmungsverfahren
Erstmals ermittelten fast alle Teilnehmerländer per Televoting ihre Punktevergabe, außer Irland, Rumänien, der Türkei und Ungarn, welche auf Jurys zurückgriffen. Zunächst wurden die zehn besten Lieder intern ermittelt. Danach erhielten die zehn besten Lieder 12, 10, 8, 7, 6, 5, 4, 3, 2 Punkte und 1 Punkt. Während des Live-Votings verkündete Spanien seine Stimmen falsch, der Fehler wurde erst nach dem Wettbewerb korrigiert. Es wurde „vergessen“, dass Deutschland 12 Punkte bekommen sollte.

## Platzierungen
| Platz | Startnr. | Land                   | Interpret                                  | Lied Musik (M) und Text (T)                                                                            | Sprache        | Übersetzung (inoffiziell)                | Punkte |
| ----- | -------- | ---------------------- | ------------------------------------------ | --- | -------------- | ---------------------------------------- | ------ |
| 01.   | 08       | Israel                 | Dana International דנה אינטרנשיונל         | Diva (דיווה) M: Tzvika Pik; T: Yoav Ginai                                                              | Hebräisch      | –                                        | 172    |
| 02.   | 16       | Vereinigtes Königreich | Imaani                                     | Where Are You? M/T: Scott English, Phil Manikiza, Simon Stirling                                       | Englisch       | Wo bist du?                              | 166    |
| 03.   | 10       | Malta                  | Chiara                                     | The One That I Love M: Jason Cassar; T: Sunny Aquilina                                                 | Englisch d     | Der, den ich liebe                       | 165    |
| 04.   | 18       | Niederlande            | Edsilia Rombley                            | Hemel en aarde M/T: Eric van Tijn, Jochem Fluitsma                                                     | Niederländisch | Himmel und Erde                          | 150    |
| 05.   | 01       | Kroatien               | Danijela                                   | Neka mi ne svane M/T: Petar Grašo, Remi Kazinotti, Stjepan Kalogjera                                   | Kroatisch      | Möge die Sonne niemals aufgehen          | 131    |
| 06.   | 20       | Belgien                | Mélanie Cohl                               | Dis oui M/T: Philippe Swan                                                                             | Französisch    | Sag ja                                   | 122    |
| 07.   | 09       | Deutschland            | Guildo Horn                                | Guildo hat Euch lieb! M/T: Alf Igel                                                                    | Deutsch        | –                                        | 086    |
| 08.   | 22       | Norwegen               | Lars A. Fredriksen                         | Alltid sommer M: David Eriksen, Per-Kristian Ottestad; T: Linda Andernach Johansen                     | Norwegisch     | Immer Sommer                             | 079    |
| 09.   | 13       | Irland                 | Dawn                                       | Is Always Over Now? M/T: Gerry Morgan                                                                  | Englisch       | Ist immer jetzt vorbei?                  | 064    |
| 10.   | 19       | Schweden               | Jill Johnson                               | Kärleken är M: Håkan Almqvist, Bobby Ljunggren; T: Ingela ‚Pling‘ Forsman                              | Schwedisch     | Die Liebe existiert                      | 053    |
| 11.   | 17       | Zypern                 | Michalis Hatzigiannis Μιχάλης Χατζηγιάννης | Yénesis (Γένεσις) M: Michael Hajiyanni; T: Zenon Zindilis                                              | Griechisch     | Genesis                                  | 037    |
| 12.   | 14       | Portugal               | Alma Lusa                                  | Se eu te pudesse abraçar M/T: José Cid                                                                 | Portugiesisch  | Wenn ich dich umarmen könnte             | 036    |
| 12.   | 23       | Estland                | Koit Toome                                 | Mere lapsed M: Maria Rahula, Tomi Rahula; T: Peeter Pruuli                                             | Estnisch       | Kinder des Meeres                        | 036    |
| 14.   | 24       | Türkei                 | Tüzmen                                     | Unutamazsın M: Erdinç Tunç; T: Canan Tunç                                                              | Türkisch       | Du kannst nicht vergessen                | 025    |
| 15.   | 21       | Finnland               | Edea                                       | Aava M: Alexi Ahoniemi; T: Tommy Mansikka-aho                                                          | Finnisch       | Weit                                     | 022    |
| 16.   | 04       | Spanien                | Mikel Herzog                               | ¿Qué voy a hacer sin ti? M: Alberto Estébanez; T: Mikel Herzog                                         | Spanisch       | Was soll ich ohne dich machen?           | 021    |
| 17.   | 07       | Polen                  | Sixteen                                    | To takie proste M: Jaroslaw Pruszkowski; T: Olga Pruszkowska                                           | Polnisch       | Es ist einfach                           | 019    |
| 18.   | 12       | Slowenien              | Vili Resnik                                | Naj bogovi slišijo M: Matjaž Vlašič; T: Urša Vlašič                                                    | Slowenisch     | Lass die Götter hören                    | 017    |
| 19.   | 25       | Mazedonien             | Vlado Janevski Владо Јаневски              | Ne zori, zoro (Не зори, зоро) M: Grigor Koprov; T: Vlado Janevski                                      | Mazedonisch    | Morgengrauen, geh nicht auf              | 016    |
| 20.   | 02       | Griechenland           | Thalassa Θάλασσα                           | Mia krifí evesthisía (Μια κρυφή ευαισθησία) M: Yiannis Valvis; T: Yiannis Malachias                    | Griechisch     | Eine geheime Empfindlichkeit             | 012    |
| 21.   | 06       | Slowakei               | Katarína Hasprová                          | Modlitba M: Gabriel Dušík; T: Anna Wepperyová                                                          | Slowakisch     | Gebet                                    | 008    |
| 22.   | 15       | Rumänien               | Mălina Olinescu                            | Eu cred M: Adrian Romcescu; T: Liliana Ştefan                                                          | Rumänisch      | Ich glaube                               | 006    |
| 23.   | 11       | Ungarn                 | Charlie                                    | A holnap már nem lesz szomorú M: István Lerch; T: Attila Horváth                                       | Ungarisch      | Morgen werd’ ich nicht mehr traurig sein | 004    |
| 24.   | 03       | Frankreich             | Marie Line                                 | Où aller M: Jean-Philippe Dary, Marie Line Marolany, Moïse Crespy, Micaël Sene; T: Marie Line Marolany | Französisch    | Wohin gehen                              | 003    |
| 25.   | 05       | Schweiz                | Gunvor                                     | Lass ihn M/T: Gunvor Guggisberg, Egon Egemann                                                          | Deutsch        | –                                        | 000    |

Anmerkung: Die rot markierten Länder mussten aufgrund ihrer schlechten Platzierungen der letzten fünf Jahre beim folgenden Wettbewerb aussetzen.

## Punktevergabe

Karte der Punktevergabe für den Siegertitel aus Israel nach Ländern

| Land | Abstimmungsergebnisse | Abstimmungsergebnisse | Abstimmungsergebnisse | Abstimmungsergebnisse | Abstimmungsergebnisse | Abstimmungsergebnisse | Abstimmungsergebnisse | Abstimmungsergebnisse | Abstimmungsergebnisse | Abstimmungsergebnisse | Abstimmungsergebnisse | Abstimmungsergebnisse | Abstimmungsergebnisse | Abstimmungsergebnisse | Abstimmungsergebnisse | Abstimmungsergebnisse | Abstimmungsergebnisse | Abstimmungsergebnisse | Abstimmungsergebnisse | Abstimmungsergebnisse | Abstimmungsergebnisse | Abstimmungsergebnisse | Abstimmungsergebnisse | Abstimmungsergebnisse | Abstimmungsergebnisse | Abstimmungsergebnisse | Abstimmungsergebnisse |
| Land | Punkte                | HR                    | GR                    | FR                    | ES                    | CH                    | SK                    | PL                    | IL                    | DE                    | MT                    | HU                    | SI                    | IE                    | PT                    | RU                    | UK                    | CY                    | NL                    | SE                    | BE                    | FI                    | NO                    | EE                    | TR                    | MK                    | Votings               |
| --- | --------------------- | --------------------- | --------------------- | --------------------- | --------------------- | --------------------- | --------------------- | --------------------- | --------------------- | --------------------- | --------------------- | --------------------- | --------------------- | --------------------- | --------------------- | --------------------- | --------------------- | --------------------- | --------------------- | --------------------- | --------------------- | --------------------- | --------------------- | --------------------- | --------------------- | --------------------- | --------------------- |
| Kroatien | 131                   |                       | 5                     | 8                     | 1                     | 5                     | 10                    | 6                     | 10                    | 10                    | 10                    | –                     | 12                    | 3                     | 2                     | –                     | 2                     | 7                     | 4                     | 3                     | 5                     | 3                     | 6                     | 3                     | 4                     | 12                    | 22                    |
| Griechenland | 012                   | –                     |                       | –                     | –                     | –                     | –                     | –                     | –                     | –                     | –                     | –                     | –                     | –                     | –                     | –                     | –                     | 12                    | –                     | –                     | –                     | –                     | –                     | –                     | –                     | –                     | 01                    |
| Frankreich | 003                   | –                     | –                     |                       | –                     | –                     | –                     | –                     | –                     | –                     | –                     | –                     | –                     | –                     | –                     | –                     | –                     | 1                     | –                     | –                     | –                     | –                     | –                     | –                     | –                     | 2                     | 02                    |
| Spanien | 021                   | 1                     | –                     | 4                     |                       | 6                     | –                     | –                     | 3                     | –                     | –                     | –                     | –                     | –                     | –                     | –                     | –                     | 4                     | –                     | –                     | 3                     | –                     | –                     | –                     | –                     | –                     | 06                    |
| Schweiz | 000                   | –                     | –                     | –                     | –                     |                       | –                     | –                     | –                     | –                     | –                     | –                     | –                     | –                     | –                     | –                     | –                     | –                     | –                     | –                     | –                     | –                     | –                     | –                     | –                     | –                     | 0                     |
| Slowakei | 008                   | 8                     | –                     | –                     | –                     | –                     |                       | –                     | –                     | –                     | –                     | –                     | –                     | –                     | –                     | –                     | –                     | –                     | –                     | –                     | –                     | –                     | –                     | –                     | –                     | –                     | 01                    |
| Polen | 019                   | –                     | –                     | 2                     | –                     | –                     | –                     |                       | –                     | 5                     | –                     | 2                     | –                     | –                     | –                     | 10                    | –                     | –                     | –                     | –                     | –                     | –                     | –                     | –                     | –                     | –                     | 04                    |
| Israel | 172                   | –                     | 10                    | 12                    | 10                    | 10                    | –                     | 10                    |                       | 7                     | 12                    | –                     | 7                     | 6                     | 12                    | 7                     | 5                     | 10                    | 6                     | 5                     | 10                    | 10                    | 3                     | 7                     | 5                     | 8                     | 23                    |
| Deutschland | 086                   | –                     | 3                     | –                     | 12                    | 12                    | –                     | –                     | –                     |                       | –                     | –                     | 8                     | 8                     | 10                    | 6                     | 6                     | –                     | 12                    | –                     | 7                     | 1                     | –                     | 1                     | –                     | –                     | 12                    |
| Malta | 165                   | 7                     | 6                     | 6                     | 5                     | 8                     | 12                    | 8                     | 7                     | 8                     |                       | 7                     | 3                     | 12                    | 5                     | –                     | 12                    | 5                     | 8                     | 6                     | 8                     | 5                     | 12                    | 5                     | 10                    | –                     | 22                    |
| Ungarn | 004                   | –                     | –                     | 1                     | –                     | –                     | –                     | –                     | –                     | –                     | –                     |                       | –                     | –                     | –                     | 1                     | –                     | –                     | –                     | –                     | –                     | –                     | 2                     | –                     | –                     | –                     | 03                    |
| Slowenien | 017                   | 3                     | 2                     | –                     | –                     | –                     | –                     | –                     | –                     | –                     | –                     | –                     |                       | –                     | –                     | 5                     | –                     | –                     | –                     | –                     | –                     | 4                     | –                     | –                     | 3                     | –                     | 04                    |
| Irland | 064                   | 2                     | –                     | –                     | –                     | 2                     | 4                     | 2                     | –                     | 2                     | 6                     | 6                     | 1                     |                       | 1                     | 8                     | 8                     | –                     | –                     | 1                     | –                     | –                     | 4                     | 2                     | 8                     | 7                     | 16                    |
| Portugal | 036                   | –                     | 1                     | 10                    | 6                     | –                     | 2                     | –                     | 2                     | –                     | 2                     | –                     | –                     | –                     |                       | –                     | –                     | 2                     | –                     | –                     | 1                     | –                     | –                     | –                     | 6                     | 4                     | 10                    |
| Rumänien | 006                   | –                     | –                     | –                     | –                     | –                     | –                     | –                     | 6                     | –                     | –                     | –                     | –                     | –                     | –                     |                       | –                     | –                     | –                     | –                     | –                     | –                     | –                     | –                     | –                     | –                     | 01                    |
| Vereinigtes Königreich | 166                   | 12                    | 7                     | 3                     | 3                     | 3                     | 1                     | 7                     | 12                    | 1                     | 8                     | 10                    | 5                     | 5                     | 6                     | 12                    |                       | 8                     | 7                     | 7                     | 6                     | 8                     | 5                     | 8                     | 12                    | 10                    | 24                    |
| Zypern | 037                   | 4                     | 12                    | –                     | –                     | –                     | 5                     | –                     | 1                     | –                     | 1                     | 1                     | –                     | –                     | 4                     | 4                     | 3                     |                       | –                     | –                     | 2                     | –                     | –                     | –                     | –                     | –                     | 10                    |
| Niederlande | 150                   | 10                    | 8                     | 5                     | 4                     | 7                     | 6                     | 5                     | 8                     | 6                     | 7                     | 12                    | –                     | 10                    | 7                     | –                     | 10                    | –                     |                       | 8                     | 12                    | 7                     | 8                     | –                     | 7                     | 3                     | 20                    |
| Schweden | 053                   | –                     | –                     | –                     | –                     | –                     | –                     | 3                     | –                     | –                     | 4                     | 8                     | –                     | 2                     | –                     | –                     | 1                     | –                     | 5                     |                       | –                     | 6                     | 10                    | 12                    | 2                     | –                     | 10                    |
| Belgien | 122                   | –                     | 4                     | 7                     | 7                     | 4                     | 7                     | 12                    | 5                     | 4                     | 3                     | 3                     | 6                     | 7                     | 8                     | –                     | 7                     | 6                     | 10                    | 2                     |                       | –                     | 7                     | 6                     | 1                     | 6                     | 21                    |
| Finnland | 022                   | –                     | –                     | –                     | –                     | –                     | –                     | –                     | –                     | –                     | –                     | –                     | –                     | –                     | –                     | –                     | –                     | –                     | –                     | 10                    | –                     |                       | 1                     | 10                    | –                     | 1                     | 04                    |
| Norwegen | 079                   | –                     | –                     | –                     | 8                     | 1                     | –                     | 4                     | 4                     | 3                     | 5                     | 5                     | 10                    | 4                     | 3                     | –                     | 4                     | 3                     | 3                     | 12                    | 4                     | 2                     |                       | 4                     | –                     | –                     | 17                    |
| Estland | 036                   | –                     | –                     | –                     | 2                     | –                     | 8                     | 1                     | –                     | –                     | –                     | 4                     | 2                     | 1                     | –                     | –                     | –                     | –                     | 2                     | 4                     | –                     | 12                    | –                     |                       | –                     | –                     | 09                    |
| Türkei | 025                   | 5                     | –                     | –                     | –                     | –                     | –                     | –                     | –                     | 12                    | –                     | –                     | –                     | –                     | –                     | 2                     | –                     | –                     | 1                     | –                     | –                     | –                     | –                     | –                     |                       | 5                     | 05                    |
| Nordmazedonien | 016                   | 6                     | –                     | –                     | –                     | –                     | 3                     | –                     | –                     | –                     | –                     | –                     | 4                     | –                     | –                     | 3                     | –                     | –                     | –                     | –                     | –                     | –                     | –                     | –                     | –                     |                       | 04                    |
| Die Tabelle ist senkrecht nach der Auftrittsreihenfolge geordnet, waagerecht nach der chronologischen Punkteverlesung (mit Korrektur der von Spanien vorgelesenen Punkte). |                       |                       |                       |                       |                       |                       |                       |                       |                       |                       |                       |                       |                       |                       |                       |                       |                       |                       |                       |                       |                       |                       |                       |                       |                       |                       |                       |

### Statistik der Zwölf-Punkte-Vergabe
| Anzahl | Land                   | erhalten von                                       |
| ------ | ---------------------- | -------------------------------------------------- |
| 4      | Malta                  | Irland, Norwegen, Slowakei, Vereinigtes Königreich |
| 4      | Vereinigtes Königreich | Israel, Kroatien, Rumänien, Türkei                 |
| 3      | Israel                 | Frankreich, Malta, Portugal                        |
| 3      | Deutschland            | Niederlande, Schweiz, Spanien                      |
| 2      | Kroatien               | Mazedonien, Slowenien                              |
| 2      | Niederlande            | Belgien, Ungarn                                    |
| 1      | Belgien                | Polen                                              |
| 1      | Estland                | Finnland                                           |
| 1      | Griechenland           | Zypern                                             |
| 1      | Norwegen               | Schweden                                           |
| 1      | Schweden               | Estland                                            |
| 1      | Türkei                 | Deutschland                                        |
| 1      | Zypern                 | Griechenland                                       |

### Punktesprecher
| Nr. | Land                   | Sprecher                      | Anmerkungen                           |
| --- | ---------------------- | ----------------------------- | ------------------------------------- |
| 01  | Kroatien               | Davor Meštrović               | Punktesprecher 1997                   |
| 02  | Griechenland           | Alexis Kostalas               | –                                     |
| 03  | Frankreich             | Marie Myriam                  | Siegerin 1977, Punktesprecherin 1997  |
| 04  | Spanien                | Belén Fernández de Henestrosa | Punktesprecherin 1995 bis 1997        |
| 05  | Schweiz                | Regula Elsener                | –                                     |
| 06  | Slowakei               | Alena Heribanová              | Punktesprecherin 1996                 |
| 07  | Polen                  | Jan Chojnacki                 | Punktesprecher 1994 bis 1997          |
| 08  | Israel                 | Yigal Ravid                   | Moderator 1999                        |
| 09  | Deutschland            | Nena                          | Moderatorin Countdown Grand Prix 1998 |
| 10  | Malta                  | Stephanie Spiteri             | –                                     |
| 11  | Ungarn                 | Barna Héder                   | –                                     |
| 12  | Slowenien              | Mojca Mavec                   | Punktesprecherin 1997                 |
| 13  | Irland                 | Eileen Dunne                  | Punktesprecherin seit 1989            |
| 14  | Portugal               | Lúcia Moniz                   | Teilnehmerin 1996                     |
| 15  | Rumänien               | Anca Turcasiu                 | –                                     |
| 16  | Vereinigtes Königreich | Ken Bruce                     | –                                     |
| 17  | Zypern                 | Marina Maleni                 | –                                     |
| 18  | Niederlande            | Conny Vandenbos               | Teilnehmerin 1965                     |
| 19  | Schweden               | Björn Hedman                  | Punktesprecher 1995                   |
| 20  | Belgien                | Marie-Hélène Vanderborght     | –                                     |
| 21  | Finnland               | Marjo Wilska                  | –                                     |
| 22  | Norwegen               | Ranghild Sælthun Fjørtoft     | Punktesprecherin 1996 und 1997        |
| 23  | Estland                | Urve Tiidus                   | Punktesprecherin 1994                 |
| 24  | Türkei                 | Osman Erkan                   | –                                     |
| 25  | Mazedonien             | Evgenija Teodosievska         | –                                     |